# Harald Schumacher (konstnär)

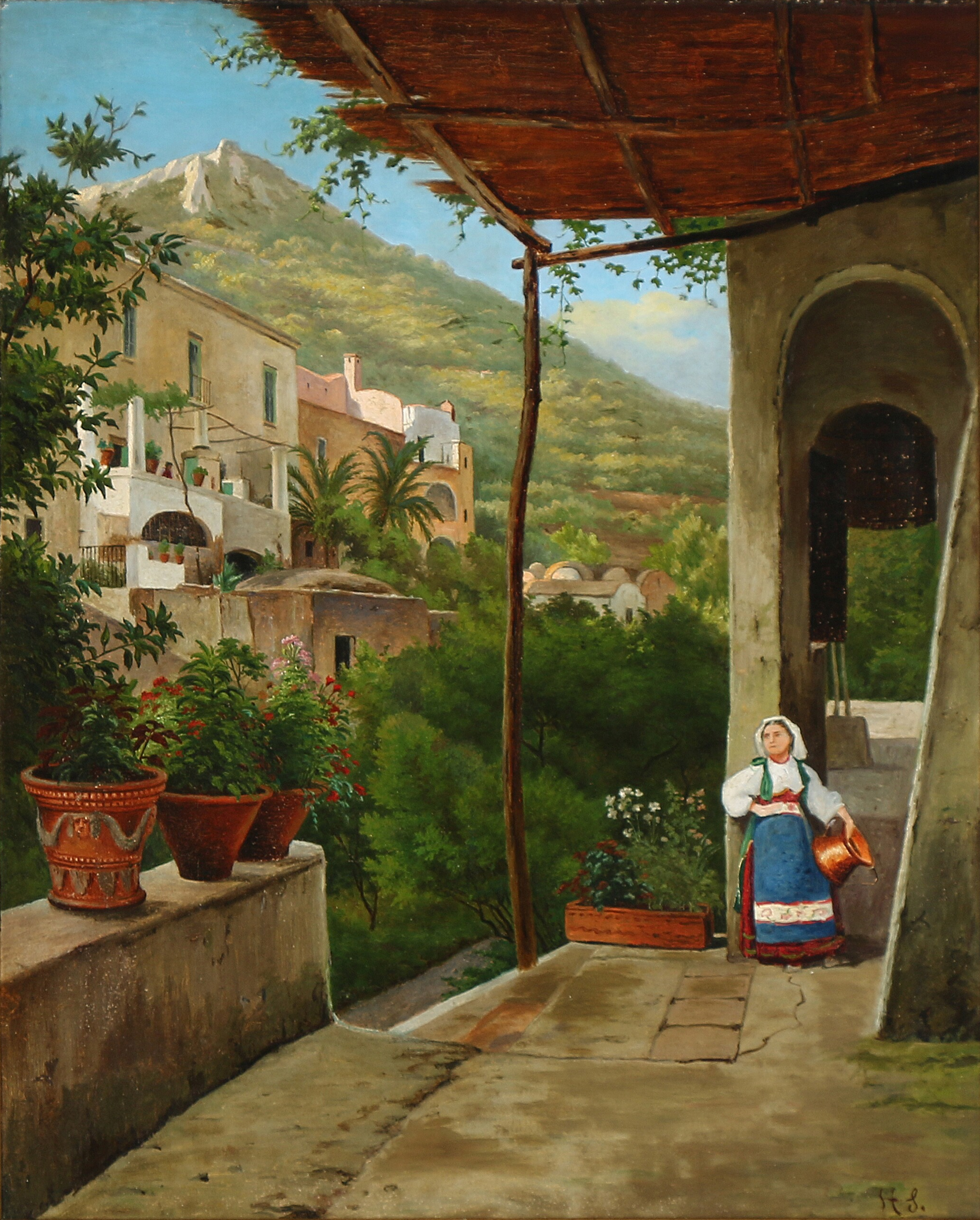
Italienskt landskap med en kvinna i en loggia

Harald Peter William Schumacher, född 23 mars 1836 i Köpenhamn, död 20 januari 1912 i Köpenhamn, var en dansk målare.
Han var son till kommendören och inskrivningschefen Johan Peter Schumacher och Mary Sophie Clarck och från 1881 gift med Agnes Aletha Betzonich. Schumacher utbildades vid Det Kongelige Danske Kunstakademi 1868–1872 och genom självstudier under resor till Tyskland, Frankrike, Italien och England. Han vistades i Sverige på några av sina målarresor och utförde här målningen Solglimt. Parti fra Rønneaa. Sverige som ställdes ut på Charlottenborg 1888. Schumacher är representerad vid Köpenhamns Bymuseum. 